# ماكسيليان الثالث، أرشيدوق النمسا
ماكسيميليان الثالث من النمسا؛  أو المعروف لفترة وجيزة باسم ماكسيميليان من بولندا أثناء مطالبته بالعرش (12 أكتوبر 1558 - 2 نوفمبر 1618) كان أرشيدوق النمسا الخارجية من عام 1612 حتى وفاته.

## السيرة الذاتية
وُلد ماكسيميليان في فينر نويشتات، كان الابن الرابع لإمبراطور ماكسيميليان الثاني وماريا من إسبانيا، وكذلك هو حفيد آنا من بوهيميا والمجر  ابنة ووريثة أولازلو الثاني ملك بوهيميا والمجر ، الذي كان هو نفسه الابن الأكبر لكازيمير الرابع ملك بولندا من سلالة ياغيلون. 
ومن عام 1585 أصبح ماكسيميليان القائد الأكبر لفرسان التيوتوني؛ وبفضل هذا عُرف بلقب المعلم الألماني der) Deutschmeister)  لمعظم حياته اللاحقة. 
في عام 1587 ترشح ماكسيميليان لعرش الكومنولث البولندي الليتواني بعد وفاة الملك السابق ستيفن باتوري، انتخب جزء من النبلاء البولنديين ماكسيميليان كملك، ولكن نتيجة للطبيعة الفوضوية إلى حد ما في عملية الانتخابات تم أيضًا انتخاب مرشح آخر سيغيسموند الثالث فاسا، أمير السويد حفيد سيجيسموند الأول العجوز، حاول ماكسيميليان حل النزاع من خلال جلب قوة عسكرية إلى بولندا - وبالتالي بدء حرب الخلافة البولندية، على الرغم من أن قضيته حظيت بدعم كبير في بولندا، إلا أن عدد البولنديين الذين توافدوا      على جيشه أقل من جيش منافسه، بعد محاولة فاشلة لاقتحام كراكوف في أواخر عام 1587، هُزم في يناير 1588 في معركة بيتشن  بـ سيليزيا من قبل أنصار سيغيسموند الثالث (الذي توج رسميًا منذ ذلك الحين)، تحت قيادة هيتمان يان زاموسكي البولندي، تم أسره      في المعركة ولم يُطلق سراحه إلا بعد عام ونصف بعد تدخل البابا سيكستوس الخامس مع أعقاب معاهدة بايتوم وبودزين  في عام 1589 ، تخلى رسميًا عن مطالبته بالتاج البولندي،  ساهم عدم نشاط أخيه الإمبراطور رودولف الثاني إمبراطور الروماني المقدس   في هذه المسألة في تأثير على سمعته.  
من عام 1593 إلى عام 1595  شغل ماكسيميليان منصب وصي على ابن عمه الشاب فرديناند أرشيدوق النمسا الداخلية، وفي عام 1595 خلف عمه فرديناند الثاني أرشيدوق النمسا الأخرى في أراضيه ، بما في ذلك تيرول، بحيث أثبت أنه مؤيد قوي لإصلاح المضاد، كما عمل على عزل ملكيور خليسل، وأيضا عمل على أن يصبح الأرشيدوق فرديناند من النمسا الداخلية  كإمبراطور الروماني المقدس. 
اليوم: ربما يكون أفضل ما يتذكره عن ماكسيميليان هو قبعته الباروكية  التي عُرضت في خزانة دير كلوسترنوبرغ واستخدمت لأغراض الاحتفالية في أواخر عام 1835، توفي في فيينا عام 1618 ودفن في مقبرة مغطاة بكاتدرائية إنسبروك. 
| المناصب السياسية           | المناصب السياسية                     | المناصب السياسية                   |
| -------------------------- | ------------------------------------ | ---------------------------------- |
| سبقه هاينريش فون بوبنهاوزن | سيد فرسان تيوتون الأكبر ‏ 1618 - 1624 | تبعه كارل من النمسا، أسقف فروتسواف |